# Hessisch Oldendorf
Hessisch Oldendorf település Németországban, azon belül Alsó-Szászország tartományban. Lakosainak száma 18 556 fő (2023. december 31.).

## Népesség
A település népességének változása:
| Lakosok száma | 18 170 | 18 083 | 18 130 | 18 228 | 18 458 | 18 556 |
|               | 2016   | 2017   | 2019   | 2021   | 2022   | 2023   |